# Takeshi Obata
Takashi Obata (小畑 健) är en japansk mangatecknare, född 11 februari 1969, och har bland annat tecknat Hikaru no Go, Death Note och Bakuman.